# تلیوراید (کلرادو)
تلیوراید (به انگلیسی: Telluride) شهری کوهستانی در ایالت کلرادو کشور ایالات متحده آمریکا است که جمعیت آن در سرشماری سال ۲۰۱۰ میلادی، ۲٬۳۲۵ نفر بوده‌است. این شهر هر ساله در تابستان و زمستان مقصد گردشگران است. فعالیت‌های زمستانی در این شهرک شامل اسکی، دوچرخه سواری بر برف و یخ نوردی می‌شود. همچنین به‌طور سالانه جشنواره فیلمی به نام جشنواره فیلم تلیوراید در این شهر برگزار می‌گردد.
تلوراید در یک دره است. کوه‌ها و صخره‌های شیب‌دار جنگلی آن را احاطه کرده‌اند و آبشار در نزدیکی این شهر قرار دارد. یک تله کابین رایگان این شهر را به شهر همسایه خود، دهکده کوهستانی، در پایه منطقه اسکی متصل می‌کند. تلوراید و نواحی اطراف آن در فرهنگ عامه برجسته شده‌است و دلیل اصلی آن هم داشتن چند آهنگ ساز محبوب در این شهر است. این شهر به خاطر پیست اسکی و پیست‌هایش در طول زمستان، و همچنین برنامه‌های تفریحی در طول دوران تابستان، از جمله جشنواره بالون، که به‌طور سنتی در اولین آخر هفته ماه ژوئن برگزار می‌شود، بسیار محبوب است.
منطقه تاریخی تلوراید، در فهرست ملی مکان‌های تاریخی ثبت شده‌است و همچنین یکی از ۲۰ مکان دیدنی ملی کلرادو است. جمعیت شهر در سرشماری ۲۰۲۰میلادی آمریکا ۲۶۰۷ نفر بوده‌است.